# Idah Sithole-Niang
Pour les articles homonymes, voir Sithole.
Idah Sithole-Niang, née à Hwange, le 2 octobre 1957, est une biochimiste zimbabwéenne, enseignante-chercheure à l'université du Zimbabwe.

## Biographie
Idah Sithole bénéficie d'une bourse qui lui permet de faire ses études supérieures à l'université de Londres, où elle décroche son diplôme de biochimie en 1982. Une nouvelle bourse, de l'USAID, en 1983, lui permet de poursuivre ses études dans le domaine de la génétique des plantes et des virus. Elle obtient un doctorat en 1988 de l'université d'État du Michigan. Elle fait une recherche postdoctorale au laboratoire de recherche de l'université du Michigan, sur la génétique de la photosynthèse des Cyanobacteria grâce à une bourse William L. Brown Fellowship.

## Activités de recherche
Elle devient maîtresse de conférences à l'université du Zimbabwe, en 1992, et travaille sur les virus qui infectent les plantes, notamment le potyvirus, qui attaque le niébé, une légumineuse qui est l'une des premières cultures vivrières du Zimbabwe. Elle épouse la même année Sheikh Ibrahima Niang, un universitaire sénégalais, anthropologue et enseignant-chercheur à l'université Cheikh-Anta-Diop de Dakar. Elle bénéficie d'une bourse de la fondation Rockefeller en biotechnologie en 1992-1995. En 2006, elle est nommée professeure associée à l'université du Zimbabwe.
Sithole-Niang s'est prononcée en faveur de modifications génétiques du niébé, ou Vigna unguiculata, et elle estime que les versions OGM des plants traditionnels peuvent être bénéfiques pour les pays en voie de développement. Elle est cofondatrice avec Larry Murdock, professeur à l'université Purdue (Indiana), du Network for the Genetic Improvement of Cowpea for Africa (NGICA) (en français, réseau pour l'amélioration génétique du niébé pour l'Afrique),,, qui est l'un des projets phares de l'African Agricultural Technology Foundation (AATF). 
Elle est membre de plusieurs organisations, notamment du comité de pilotage de l'African Women for Agriculture and Research and Development (AWARD), de l'Association américaine pour l'avancement des sciences, de l'American Society for Virologists, du comité de surveillance de l'IMAS, de l'Académie des sciences de New York, vice-présidente du conseil de la recherche du Zimbabwe et de l'Académie des sciences du Zimbabwe. Idah Sithole-Niang est conseillère technique pour la prévention des risques biotechnologiques pour l'Afrique subsaharienne.

## Publications
- « Future of plant science in Zimbabwe », Trends in Plant Science, vol. 6, no 10,‎ octobre 2001, p. 493–494 (DOI 10.1016/s1360-1385(01)02091-x)
- avec Sizolwenkosi Mlotshwa, Jan Verver et Marcel Prins et al., « Transgenic Plants Expressing HC-Pro Show Enhanced Virus Sensitivity While Silencing of the Transgene Results in Resistance », Virus Genes, vol. 25, no 1,‎ août 2002, p. 45–57 (DOI 10.1023/a:1020170024713)
- avec Sizolwenkosi Mlotshwa, Jan Verver et Kodetham Gopinath et al., « Subcellular Location of the Helper Component-Proteinase of Cowpea Aphid-Borne Mosaic Virus », Virus Genes, vol. 25, no 2,‎ octobre 2002, p. 207–216 (DOI 10.1023/a:1020122104651)
- avec Carl K Eicher et Karim M. Maredia, Biotechnology and the African Farmer, Lansing, Michigan, Michigan State University Press, 2005 (lire en ligne)
- « Putting GM technologies to work: public research pipelines in selected African countries », African Journal of Biotechnology, vol. 3, no 11,‎ 2004, p. 564–571
- avec Carl K. Eicher et Karim M. Maredia, Crop Biotechnology and the African Farmer, Washington, DC, International Food Policy Research Institute, 2006 (lire en ligne)
- (dir.) Genetic engineering, Rijeka, Croatia, InTech, 2013, 140 p. (ISBN 978-953-51-1099-6, lire en ligne)